# Archiborborus femoralis
Archiborborus femoralis är en tvåvingeart som först beskrevs av Blanchard 1852.  Archiborborus femoralis ingår i släktet Archiborborus och familjen hoppflugor. Inga underarter finns listade i Catalogue of Life.